# Флаг Космических войск
Флаг Космических войск — официальный символ Космических войск Воздушно-космических сил Российской Федерации. Данный флаг являлся символом Космических войск с момента их создания как отдельного рода войск, а с 2011 года — Войск воздушно-космической обороны, которые существовали как самостоятельный род войск до 2015 года, когда Космические войска были воссозданы в составе ВКС России.

## Флаг
Флаг Космических войск учреждён приказом Министра обороны России 30 мая 2004 года.

Флаг Космических войск представляет собой прямоугольное двухстороннее полотнище голубого цвета. В центре полотнища изображена малая эмблема Космических войск (стилизованное контурное изображение серебряной стартующей космической ракеты на фоне стилизованного земного шара. Ракета изображена в виде вертикального остроугольного треугольника. Изображение земного шара разделено четырьмя горизонтальными полосами: первая сверху — тёмно-синего цвета, вторая — белого цвета, третья — синего цвета, четвёртая — красного цвета. В верхней части эллипса — два симметричных треугольных сегмента. В нижней части изображения ракеты — четырёхугольник красного цвета с внутренним нижним углом).
Отношение ширины флага к его длине 2:3. Отношение ширины эмблемы к длине флага 1:2.

## Эмблема

Малая эмблема Космических войск, 2002 г.

Средняя эмблема Космических войск, 2002 г.

Большая эмблема Космических войск, 2002 г.

Эмблема Космических войск учреждена приказом Министра обороны России 30 декабря 2001 года.

Малая эмблема — стилизованное, контурное изображение серебряной стартующей космической ракеты на фоне стилизованного земного шара. Ракета изображена в виде вертикального остроугольного треугольника. Изображение земного шара разделено четырьмя горизонтальными полосами: первая сверху — тёмно-синего цвета, вторая — белого цвета, третья — синего цвета, четвёртая — красного цвета. В верхней части эллипса — два симметричных треугольных сегмента. В нижней части изображения ракеты — четырёхугольник красного цвета с внутренним нижним углом.
Средняя эмблема — изображение золотого двуглавого орла с распростёртыми крыльями, держащего в правой лапе две серебряные «перуновы» стрелы, направленные вниз, а в левой — серебряный жезл, увенчанный стилизованным изображением ракеты с элементом антенны управления космическими аппаратами; на груди орла — красный, треугольный, вытянутый книзу щит со штоком, восходящим к короне; в поле щита — всадник, поражающий копьём дракона.
Большая эмблема (герб) — изображение малой эмблемы в круглом тёмно-синем геральдическом щите, обрамленном стилизованным узором в виде венка; в верхней части венка — эмблема Вооружённых Сил Российской Федерации.

Элементы эмблемы символизируют:
- стилизованное, контурное изображение серебряной стартующей космической ракеты на фоне стилизованного изображения земного шара — достижения Российской Федерации в области освоения и контроля космического пространства в целях укрепления обороноспособности страны и обеспечения деятельности видов и родов войск Вооружённых Сил Российской Федерации в интересах сохранения мира и поддержания всеобщей безопасности;
- цвета малой эмблемы — сферы деятельности Космических войск: тёмно-синий — вселенную, белый — космос, синий — воздух, красный — Землю;
- два симметричных треугольных сегмента — антенну управления космическими аппаратами и антенну контроля над космическим пространством;
- четырёхугольник красного цвета в нижней части изображения ракеты — пламя стартующей ракеты;
- две «перуновы» стрелы, зажатые в правой лапе орла, направленные вниз, — осуществление Космическими войсками противоракетной обороны;
- серебряный жезл, увенчанный стилизованным изображением ракеты и элементом антенны управления космическими аппаратами, — запуски космических аппаратов и управление орбитальной группировкой;
- эмблема Вооружённых Сил Российской Федерации — принадлежность Космических войск к Вооружённым Силам Российской Федерации;
- узор в виде венка — мужество и доблесть военнослужащих Космических войск.